# Lill-Abborrtjärnen (Arvidsjaurs socken, Lappland, 727716-165470)
Lill-Abborrtjärnen är en sjö i Arvidsjaurs kommun i Lappland och ingår i Byskeälvens huvudavrinningsområde.